# Rotaugen-Moenkhausia
Die Rotaugen-Moenkhausia (Bario sanctaefilomenae, Synonym: Moenkhausia sanctaefilomenae) bildet eine Art aus der Ordnung der Salmlerartigen (Characiformes). Sie wird bis zu sieben Zentimeter lang und lebt in Südamerika, im Flussgebiet des Rio Paranaíba, in Paraguay und Argentinien.

## Aquaristik
Die Haltung der Tiere in Aquarien bereitet keine besonderen Schwierigkeiten. Obgleich die Gewässer, in denen die Tiere heimisch sind, eher weiches, leicht bis stark saueres und nährstoffarmes Wasser aufweisen (Schwarzwasser), kommen Rotaugen-Moenkhausia auch mit härterem und weniger saurem Wasser zurecht. Allgemein finden sich folgende Angaben zur Haltung:
- ein pH-Wert von 5,5 bis 8,5
- ein GH-Wert von 5 bis 30 °d
- eine Temperatur von 22 bis 26 °C

Da der friedliche und leicht zu vergesellschaftende Fisch ohnehin häufig in Gesellschaftsaquarien mit anderen (vorzugsweise) südamerikanischen Fischen gepflegt wird, beanspruchen die in diesem Zusammenhang bekannten Pflegehinweise ebenfalls Geltung. Durch Torf oder Moorkienwurzeln in das Wasser eingebrachte Huminsäuren fördern das Wohlbefinden der Tiere. Eine gelbliche bis bernsteinfarbene Färbung des (klaren) Wassers entspricht der natürlichen Umgebung und lässt die Färbung der Fische besser zur Geltung kommen. Wie bei vielen Salmlern empfiehlt sich eine (wenigstens teilweise) Schwimmpflanzendecke zum Unterstand der Tiere und zur Abschattung des Aquariums. Dunkler Bodengrund wird vielfach empfohlen.
Eine essentielle Vorgabe der Pflege von Rotaugen-Moenkhausia ist jedoch, dass eine Haltung von weniger als 8 Tieren unbedingt vermieden werden sollte. Diese Besatzstärke markiert die mindestens erforderliche Anzahl. In kleineren Gruppen, Paar- oder Einzelhaltung können die Tiere ihr arttypisches Sozialverhalten nicht ausleben. Die Tiere sind sehr aktiv und benötigen ausreichend Schwimmraum (im oberen und mittleren Aquarienbereich). Eine Aquarienlänge von 80 cm sollte in der Regel nicht unterschritten werden.
Rotaugen-Moenkhausia fressen sämtliche typischen Futtertiere, z. B. weiße, schwarze und rote Mückenlarven, Wasserflöhe. Pflanzliche Nahrung wird auch genommen. Aquarienpflanzen lassen die Tiere erfahrungsgemäß weitgehend unbehelligt. Lediglich einzelne Verbisse junger Pflanzentriebe und der Fraß einzelner der hundertfach vorkommenden kleinen Wasserlinse (Lemna minor) sind beobachtet worden.
Geschlechtsunterschiede lassen sich erst bei erwachsenen Tieren mit hinreichender Sicherheit bestimmen: Die weiblichen Tiere weisen eine deutlich rundere Bauchpartie auf.